# Giulia Pisani
Giulia Pisani (ur. 4 czerwca 1992 w Pizie) – włoska siatkarka, reprezentantka kraju, grająca na pozycji środkowej.
W sezonie 2012/2013 w drużynie Unedo Yamamay Busto Arsizio doznała złamania więzadeł krzyżowych kolana. Od października 2019 roku komentuje mecze włoskiej Serie A kobiet na kanale Rai Sport.

## Sukcesy klubowe
Puchar Włoch:
- 2012

Puchar CEV:
- 2012
- 2017

Mistrzostwo Włoch:
- 2012

Superpuchar Włoch:
- 2012

Liga Mistrzyń:
- 2015
- 2013

## Sukcesy reprezentacyjne
Mistrzostwa Europy Kadetek:
- 2009

Mistrzostwa Europy Juniorek:
- 2010

Mistrzostwa Świata Juniorek:
- 2011

## Nagrody indywidualne
- 2009: Najlepsza blokująca Mistrzostw Europy Kadetek
- 2010: Najlepsza blokująca Mistrzostw Europy Juniorek